# 용산구청장
용산구청장은 서울특별시 용산구의 구청장이다.

## 역대 용산구청장

### 관선(1945~1995)
| 대수   | 이름   | 임기                              | 비고                   |
| ------ | ------ | --------------------------------- | ---------------------- |
| 제1대  | 명완식 | 1948년 5월 31일~1949년 2월 17일   | 초대 용산구청장        |
| 제2대  | 김명회 | 1949년 4월 12일~1952년 4월 3일    |                        |
| 제3대  | 김복진 | 1952년 4월 4일~1954년 3월 16일    |                        |
| 제4대  | 지성준 | 1954년 3월 17일~1954년 11월 28일  |                        |
| 제5대  | 이명세 | 1954년 11월 29일~1957년 8월 8일   |                        |
| 제6대  | 지성준 | 1957년 8월 9일~1959년 8월 23일    |                        |
| 제7대  | 김인배 | 1959년 8월 24일~1960년 5월 12일   |                        |
| 제8대  | 이성우 | 1960년 5월 13일~1961년 6월 25일   |                        |
| 제9대  | 최익명 | 1961년 8월 5일~1962년 8월 1일     |                        |
| 제10대 | 정종갑 | 1962년 8월 2일~1963년 5월 21일    |                        |
| 제11대 | 심륜   | 1963년 5월 25일~1964년 7월 26일   |                        |
| 제12대 | 기천식 | 1964년 7월 27일~1965년 10월 5일   |                        |
| 제13대 | 이규호 | 1965년 10월 5일~1966년 5월 14일   |                        |
| 제14대 | 홍석철 | 1966년 5월 15일~1968년 5월 20일   |                        |
| 제15대 | 기천식 | 1968년 5월 21일~1969년 11월 19일  |                        |
| 제16대 | 이우영 | 1969년 11월 20일~1970년 10월 19일 |                        |
| 제17대 | 이상복 | 1970년 10월 20일~1971년 6월 20일  |                        |
| 제18대 | 박용희 | 1971년 6월 21일~1971년 8월 26일   |                        |
| 제19대 | 이동춘 | 1971년 8월 27일~1973년 6월 30일   |                        |
| 제20대 | 도지훈 | 1973년 7월 1일~1974년 11월 14일   |                        |
| 제21대 | 박종문 | 1974년 11월 15일~1976년 2월 25일  |                        |
| 제22대 | 이인제 | 1976년 2월 26일~1978년 3월 3일    |                        |
| 제23대 | 원동진 | 1978년 3월 4일~1980년 7월 27일    |                        |
| 제24대 | 이원종 | 1980년 7월 28일~1981년 8월 19일   |                        |
| 제25대 | 강덕기 | 1981년 8월 20일~1982년 9월 9일    |                        |
| 제26대 | 이문재 | 1982년 9월 10일~1984년 1월 14일   |                        |
| 제27대 | 허재구 | 1984년 1월 14일~1985년 3월 14일   |                        |
| 제28대 | 유중호 | 1985년 3월 14일~1988년 5월 12일   |                        |
| 제29대 | 허재구 | 1988년 5월 12일~1992년 11월 18일  |                        |
| 제30대 | 이호조 | 1992년 11월 18일~1993년 12월 29일 |                        |
| 제31대 | 이준우 | 1993년 12월 30일~1995년 3월 19일  |                        |
| 제32대 | 지건흥 | 1995년 3월 20일~1995년 6월 30일   | 관선 마지막 용산구청장 |

### 민선(1995~)
| 대수   | 이름   | 임기                             | 비고                                             |
| ------ | ------ | -------------------------------- | ------------------------------------------------ |
| 제33대 | 설송웅 | 1995년 7월 1일~1998년 6월 30일   | 민선1기                                          |
| 제34대 | 성장현 | 1998년 7월 1일~2000년 4월 25일   | 민선2기 2000년, 구청장직 상실                    |
| (대행) | 김한영 | 2000년 4월 26일 ~ 2000년 6월 8일 | 민선2기                                          |
| 제35대 | 박장규 | 2000년 6월 9일~2002년 6월 30일   | 민선2기                                          |
| 제36대 | 박장규 | 2002년 7월 1일~2006년 6월 30일   | 민선3기 재선                                     |
| 제37대 | 박장규 | 2006년 7월 1일~2010년 6월 30일   | 민선4기 3선                                      |
| 제38대 | 성장현 | 2010년 7월 1일~2014년 6월 30일   | 민선5기                                          |
| 제39대 | 성장현 | 2014년 7월 1일~2018년 6월 30일   | 민선6기 재선                                     |
| 제40대 | 성장현 | 2018년 7월 1일~2022년 6월 30일   | 민선7기 3선                                      |
| 제41대 | 박희영 | 2022년 7월 1일~                  | 임기 중 직무정지(2023년 1월 20일~2023년 6월 7일) |

## 같이 보기
- 용산구청장 선거